# Gubera
Gubera su naseljeno mjesto u općini Foči, Republika Srpska, BiH. Popisano je kao samostalno naselje na popisu 1961., a na kasnijim popisima ne pojavljuje se, jer je 1962. pripojeno Bogavićima (Bogovićima) (Sl.list NRBiH, br.47/62).
Nalaze se s desne strane rijeke Drine. 

## Stanovništvo
| Narod     | Popis 1961. |
| --------- | ----------- |
| Hrvati    |             |
| Muslimani |             |
| Srbi      | 52          |
| ostali    |             |
| Ukupno    | 52          |